# Jacob Salentin von Zuccalmaglio
Jacob Salentin von Zuccalmaglio (* 24. April 1775 in Bilk, Düsseldorf; † 2. Januar 1838 in Barmen-Gemarke) war ein deutscher Jurist und Politiker.

## Leben
Jacob Salentin von Zuccalmaglio heiratete am 23. Mai 1801 Clara Deycks in Burg an der Wupper. Sie hatten sechs Kinder, unter anderem Anton Wilhelm von Zuccalmaglio und Vinzenz Jakob von Zuccalmaglio.

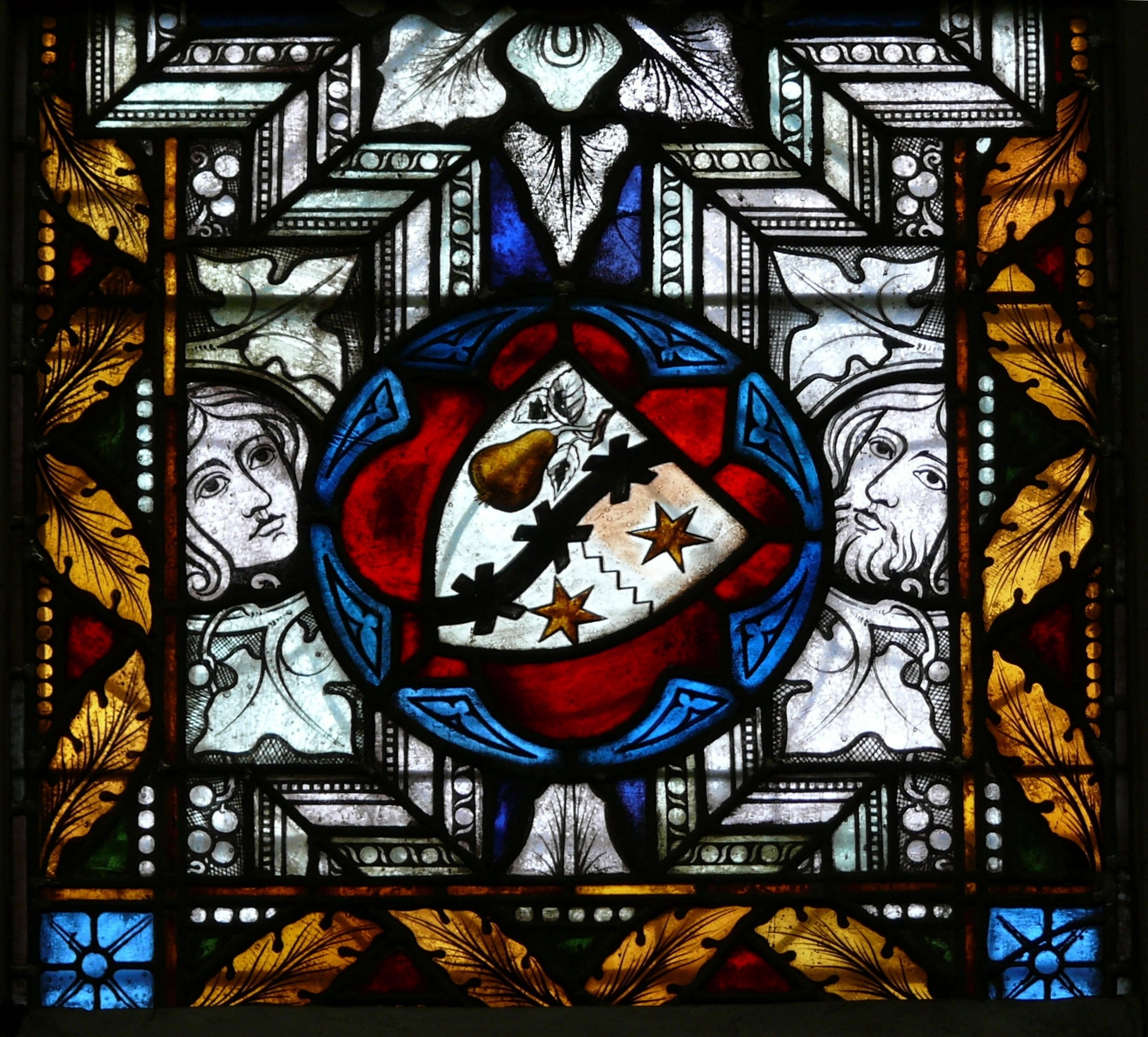
Familienwappen von Zuccalmaglio im Seitenfenster des Altenberger Doms.

Zuccalmaglio hatte Rechtswissenschaften studiert und war Advokat und Notar am Gericht des Amtes Windeck in Waldbröl. Kurz nach der Geburt seines Sohnes Anton Wilhelm wurde er im Jahr 1803 in das Amt Miselohe versetzt und wohnte zunächst im Friedenberger Hof in Opladen, wo in den Jahren 1810 und 1811 auch Bürgermeister war. Im Jahr 1804 zog die Familie in das so genannte „Doktersgut“ in Schlebusch um. Von 1808 bis 1818 war Zuccalmaglio Bürgermeister von Schlebusch, hatte aber noch weitere amtliche Pflichten als Notar, Gutsbesitzer und Polizeivogt. In diesem Zusammenhang war er 1815 verantwortlich für das Löschen des Brandes im Kloster Altenberg. Die Löscharbeiten gestalteten sich schwierig, weil man im Zuge der Säkularisation auch Löschgerät verkauft hatte. Als 1847 in Altenberg die Abteikirche nach dem Wiederaufbau eröffnet wurde, hatte Montanus (Vincenz von Zuccalmaglio, ein Sohn Jacob Salentins) einige hundert Sänger zur feierlichen Begrüßung des Königs eingeladen. Sie hatten zur Aufgabe, eine von Montanus gedichtete Kantate zu singen, die Kapellmeister Heinrich Dorn vertont hatte. Der König war davon so beeindruckt, dass er dem Dichter des Textes eine Freude machen wollte, und dessen Familienwappen in eines der Fenster einbauen ließ.

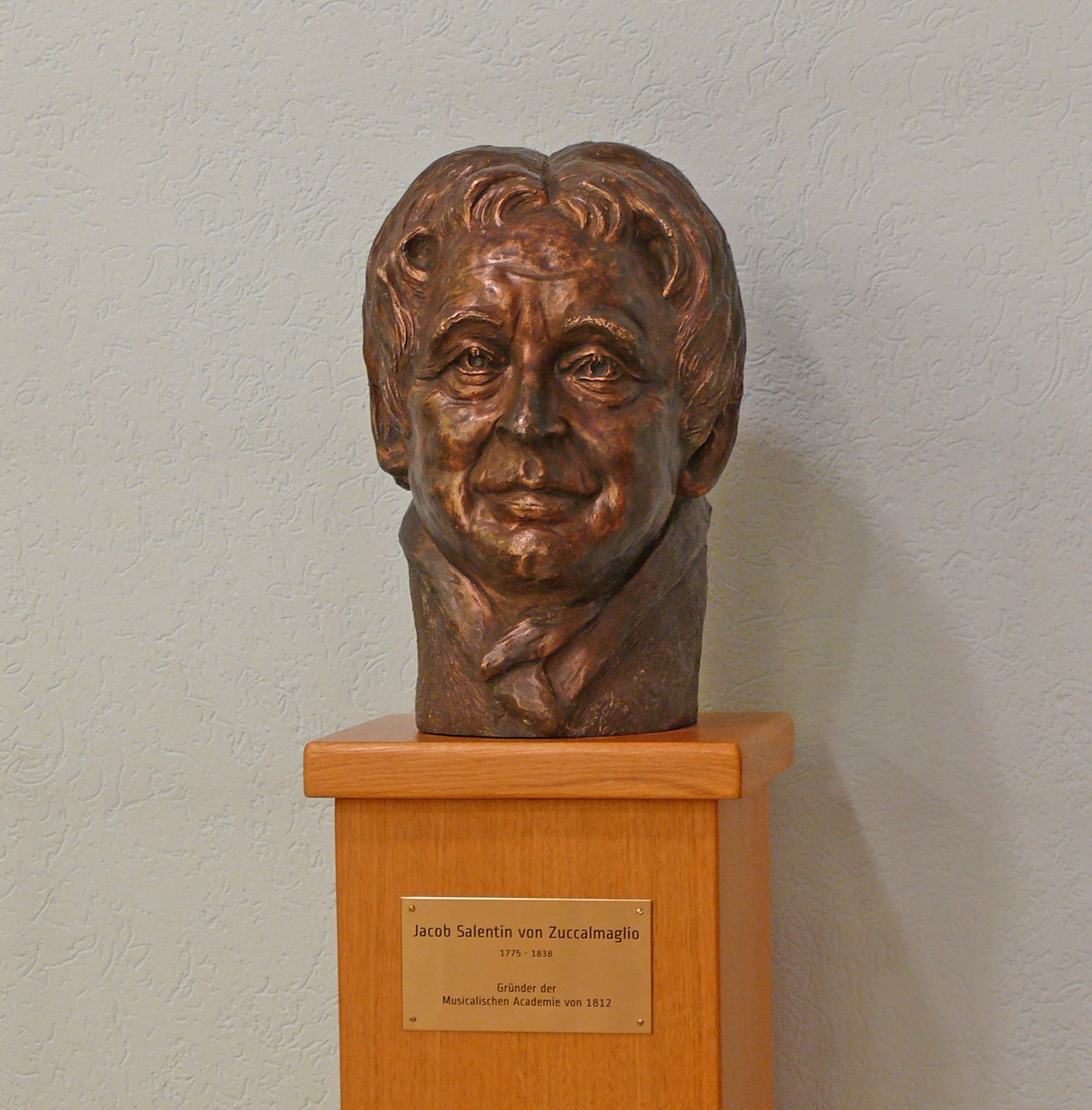
Neue Bronzebüste von Zuccalmaglio im Haus der Kunst in Burscheid zum 200-jährigen Jubiläum der Musicalischen Academie

1812 gründete Salentin die Musicalische Academie von 1812 zu Burscheid. Die Stadt Burscheid würdigte ihn 1937 mit einer Büste vor dem Haus der Kunst. Im Jahr 2011 wurde diese allerdings von Metalldieben entwendet und tauchte nie wieder auf. Aus diesem Grunde wurde zum 200-jährigen Jubiläum der Academie eine neue Büste angefertigt und im Haus der Kunst feierlich enthüllt.